# Vic Briggs
Victor Harvey Briggs III (14. února 1945, Twickenham, Middlesex, Anglie – 30. června 2021) byl anglický kytarista, pianista, baskytarista a zpěvák, proslavil se jako člen skupiny Eric Burdon and The Animals v letech 1966–1968.